# Fiato
El fiato, o la capacitat de fiato que té un cantant, és la possibilitat de dosificar adequadament l'aire mentre es canta. Una bona capacitat de fiato permet sostenir les notes o emetre tota una frase sense haver de prendre aire, sense per això perdre força ni expressivitat. Fiato és un mot italià que significa literalment "alè".
La capacitat de fiato es desenvolupa amb tècniques de cant, exercicis de respiració o exercicis aeròbics. Una de les formes més particulars per desenvolupar una bona capacitat de fiato és la tècnica usada pel baríton italià Piero Cappuccilli, que practicava busseig profund.
La paraula s'usa també, encara que en grau menor, en relació amb els aeròfons, és a dir els instruments de vent tals com metalls i fustes ("de buf", com vegades es llegeix en algunes traduccions massa literals de "instrumenti a fiati") i fa referència a la capacitat pulmonar de l'intèrpret.
Col·loquialment, quedar-se "desfiatat" seria quedar-se "sense aire".
En alguns països, particularment a Xile, fiato s'associa amb empatia, afinitat, comunicació, coordinació, harmonia o sincronització. S'utilitza especialment en l'àmbit musical per significar bona comunicació entre els integrants d'una agrupació musical. "Afiatar" seria, llavors, sinònim d'harmonitzar, coordinar. També es fa referència al "fiato" entre dues persones. La "falta de fiato" seria la falta d'afinitat.